# Rimas Stankūnas
Rimas Stankūnas (* 30. April 1970 in Betygala, Rajongemeinde Raseiniai) ist ein litauischer konservativer Politiker, ehemaliger Bürgermeister seiner Heimatgemeinde.

## Leben
Nach dem Abitur 1988 an der Maironis-Mittelschule Betygala bei Raseiniai absolvierte Rimas Stankūnas von 1988 bis 1993 das Diplomstudium der Mechanik an der KTU in Kaunas und wurde Ingenieur. Von 1999 bis 2001 absolvierte er das Masterstudium der Verwaltung an der Kauno technologijos universitetas. 2003 bildete er sich weiter in Dänemark.
Von 1997 bis 2000 war Rimas Stankūnas Bürgermeister und bis 2003 Ratsmitglied der Rajongemeinde Raseiniai. Ab 2001 arbeitete er im Kommunalunternehmen UAB „Raseinių šilumos tinklai“.
Ab 1996 war Rimas Stankūnas Mitglied von Tėvynės sąjunga - Lietuvos krikščionys demokratai und ab 2002 von Krikščionių konservatorių socialinė sąjunga.